# (10117) Tanikawa
(10117) Tanikawa est un astéroïde de la ceinture principale.

## Description
(10117) Tanikawa est un astéroïde de la ceinture principale. Il fut découvert le 1er octobre 1992 à Kitami par Masayuki Yanai et Kazuro Watanabe. Il présente une orbite caractérisée par un demi-grand axe de 2,98 UA, une excentricité de 0,11 et une inclinaison de 10,7° par rapport à l'écliptique.

## Compléments